# Iona (Minnesota)
Iona – miasto w Stanach Zjednoczonych, w stanie Minnesota, w hrabstwie Murray.